# 青木結矢
水越とものり（旧芸名：青木 結矢、あおき ゆうや、1983年2月21日）は、山梨県大月市出身の俳優。2018年以降　本名である水越とものりで活動している

## 略歴
- 山梨県大月市富浜町出身｡
- 大月市立鳥沢小学校、同市立富浜中学校、向陽台高校卒業。昭和音楽大学声楽科中退。
- 3歳の時にミュージカル『ピーター・パン』を観て、俳優を目指すようになる｡
- 1997年、劇団ひまわりに入団｡
- ひまわり主催オーディションライブ、ドリームクエストに出場｡
- 1998年、関西テレビ『学校の怪談G』有賀役で俳優デビュー｡
- 2003年、ミュージカル『レ・ミゼラブル』で初舞台｡
- その後、サンミュージックブレーン、劇団四季、エフ・スピリットを経て、現在フリー｡
- 2010年春に水越友紀から 芸名 青木結矢に改名した｡
- 2015年、出演中の音楽劇『君よ生きて』でゲイであることをカミングアウトした[1]。

## 出演作品

### ドラマ
- 1998年 - 関西テレビ『学校の怪談G』(有賀役）
- 家庭科教育ビデオ（主役出演）
- 1999年 - NHK大河ドラマ『元禄繚乱』(小姓役）
- リポビタンD（甲子園広告）
- 関西テレビ『ほっとするわ』ブレンディ（インフォマーシャル）
- バンダイナムコ WED CM
- 9ボーダー 第1話2024年4月19日、TBS） - 柏木 役[2]

### 舞台
- 2003年 - 東宝ミュージカル『レ・ミゼラブル』帝国劇場（プルベール役）初舞台
- 2004年 - 東宝ミュージカル『レ・ミゼラブル インコンサート』全国公演（プルベール役）
- 2005年 - 劇団四季研究所 入所
- 2006年 - 劇団四季研究所 退所
- ミュージカル『CHANCE2007』（2007年4月14日・15日 セシオン杉並ホール）
- 『Cooky Clown』作・演出：是枝正彦（2007年3月8日 - 11日 シアター1010）
- 『オーファンズ～孤児たち』フィリップ役（2008年1月26日・27日・2月1日 - 3日 シアター夢の街、2008年11月22日 - 30日 シアター夢の街）
- ミュージカル『ミス・サイゴン』（2008年7月 - 10月 帝国劇場、2009年1月 - 3月 博多座）
- 朗読劇『苦情の手紙』作・演出：中野俊成（2009年5月7日 博品館劇場）
- 『The Musical AIDA アイーダ 〜宝塚歌劇「王家に捧ぐ歌」より〜』（2009年8月29日 - 9月13日 東京国際フォーラムC、2009年9月18日 - 10月4日 梅田芸術劇場メインホール）
- ミュージカル座『ロザリー』ルイ16世役（2009年11月4日 - 14日 六行会ホール）
- ミュージカル『ひめゆり』（2010年7月8日 - 13日 シアター1010）
- ミュージカル『トラブルショー 』（2010年11月11日 - 16日 IMAホール）
- ミュージカル『わだつみのこえ』（2011年9月8日・2012年2月25日 博品館劇場）
- ミュージカル『センスオブワンダー』（2012年4月25日 - 28日 IMAホール）
- 音楽劇 『ウレシパモシリ』（2012年5月19日 - 25日 渋谷TSMイベントホール）
- ミュージカル『コンチェルト』（2013年2月6日 - 11日 シアター1010ミニシアター）
- 舞台『野の花』（2013年5月21日 - 26日 中目黒ウッディシアター）
- 落語的@empty space『文七元結 petit musical!』お兼役・番頭役（2013年8月3日 - 8月27日 渋谷TSM）
- ミュージカル『不思議なラブストーリー』（2014年1月23日 - 26日 シアターサンモール）
- 青木結矢 朗読ミュージカル『ジェイコブのラジオ』（2014年2月14日 ワインBAR アーム）
- 音楽劇『君よ生きて』清治役（2014年3月19日 - 3月24日 サンモールスタジオ）
- 音楽劇『ウレシパモシリ』井上役（2014年5月17日 - 6/15日 ザムザ阿佐ヶ谷）
- 『Twelve』6番役（2014年8月28日 - 9月7日 青山円形劇場）
- 『文七元結the musical!!』お兼役・番頭役（2014年10月22日 - 28日 千本桜ホール）
- 『Musical PAB』 主演 （2014年12月7日・8日 ラゾーナ川崎）
- 『あいのおはなし』（2014年12月27日 - 30日 博品館劇場）
- 『earth kids』（2015年2月25日 - 3月1日 六行会ホール）
- 音楽劇『君よ生きて』清治役（2015年7月 - 全国公演）
- ミュージカル『ロザリー』ルイ16世役 （2016年10月 六行会ホール）
- 『ホームメイド・フュージョン』（2016年12月 スタジオK）
- 音楽劇『君よ生きて』清治役（2017年2月 銀河劇場）
- 『ホームメイド・フュージョン』（2017年6月 スタジオK）
- ミュージカル『高松心中』主演 （2017年8月 シアターグリーン）
- ミュージカル『結婚行進曲』（2017年9月 IMAホール）
- ミュージカル『ミルコとカギロイの森』クロウ役・執政官役（2017年11月 東京芸術劇場）
- ミュージカル『サイト』ひきこもり王役（2018年3月 IMAホール）
- ミュージカル『マリオネット』（2018年5月 六行会ホール）
- 音楽劇『君よ生きて』敏朗役（2018年8月 東京フィルムセンター）
- ミュージカル『おでかけ姫』スポーツカー王子役（2019年9月 六行会ホール）
- ミュージカル『ミルコとカギロイの森』クロウ役・執政官（2020年1月 新国立劇場小ホール）
- ミュージカル『ロザリー』ルイ16世役（2020年3月 六行会ホール）